# Torneo Apertura 2017 (Perú)
El Torneo Apertura fue el segundo de los tres torneos cortos que formó parte del Campeonato Descentralizado 2017. Empezó el 26 de mayo y terminó el 13 de agosto.

## Formato
Los dieciséis equipos jugarán entre sí mediante sistema de todos contra todos una vez totalizando quince partidos cada uno. Al término de las quince fechas el primer equipo se proclamará campeón.
Los puntos obtenidos en el Torneo de Verano no se mantendrán en el Apertura, por lo que todos los clubes empezarán con cero puntos.
El campeón obtendrá un cupo para fase de grupos de la Copa Libertadores 2018 y se clasificará para jugar la Final contra el campeón del Torneo Clausura.

## Equipos participantes
En el torneo participaran 16 equipos: los catorce primeros del Campeonato Descentralizado 2016 más el campeón de la Segunda División 2016 y el campeón de la Copa Perú 2016.

### Ascensos y descensos
Defensor La Bocana y Universidad Cesar Vallejo descendieron la temporada pasada y serán reemplazados por Academia Cantolao y Sport Rosario. Academia Cantolao ascendió luego de que la Comisión de Justicia de la F. P. F. resolviera declararlo campeón luego de una polémica desata tras la final de la Segunda División 2016. Sport Rosario ascendió luego de ganar la Copa Perú 2016. Ambos equipos ascendidos jugarán por primera vez en Primera División.
| Pos. | Ascendido de Segunda División 2016 |
| ---- | ---------------------------------- |
| 1    | Academia Cantolao                  |
| Pos. | Ascendido de Copa Perú 2016        |
| 1    | Sport Rosario                      |

| Pos. | Descendidos de Descentralizado 2016 |
| ---- | ----------------------------------- |
| 15   | Universidad César Vallejo           |
| 16   | Defensor La Bocana                  |

### Datos de los clubes
| Equipo                 | Ciudad          | Entrenador             | Estadio                 | Capacidad | Proveedor | Auspiciador principal   |
| ---------------------- | --------------- | ---------------------- | ----------------------- | --------- | --------- | ----------------------- |
| Academia Cantolao      | Callao          | Carlos Silvestri       | Miguel Grau             | 17 000    | Real      | Bandera de ?            |
| Alianza Atlético       | Sullana         | Walter Aristizábal     | Melanio Coloma          | 4 000     | Walon     | Caja Sullana            |
| Alianza Lima           | Lima            | Pablo Bengoechea       | Alejandro Villanueva    | 35 000    | Nike      | 24Win                   |
| Ayacucho               | Ayacucho        | Francisco Melgar       | Ciudad de Cumaná        | 15 000    | Real      | New Athletic            |
| Comerciantes Unidos    | Cutervo         | Óscar Ibáñez           | Juan Maldonado Gamarra  | 10 000    | Loma's    | Bandera de ?            |
| Deportivo Municipal    | Lima            | Gerardo Ameli          | Iván Elías Moreno       | 10 000    | Marathon  | Bandera de ?            |
| Juan Aurich            | Chiclayo        | Christian Lovrincevich | Carlos A. Olivares      | 12 000    | Joma      | Bandera de ?            |
| Melgar                 | Arequipa        | Juan Reynoso           | Monumental de la UNSA   | 47 000    | Walon     | Caja Arequipa           |
| Real Garcilaso         | Cusco           | Marcelo Grioni         | Garcilaso de la Vega    | 15 000    | Walon     | I-Cax                   |
| Sport Huancayo         | Huancayo        | Rolando Chilavert      | Huancayo                | 20 000    | Walon     | Caja Huancayo           |
| Sporting Cristal       | Lima            | Pablo Zegarra          | Alberto Gallardo        | 15 000    | Adidas    | Cerveza Cristal         |
| Sport Rosario          | Huaraz          | Gustavo Onaindia       | Rosas Pampa             | 20 000    | Palant    | Argenper                |
| Unión Comercio         | Nueva Cajamarca | Carlos Silva           | IPD de Nueva Cajamarca. | 12 000    | Convert   | Bandera de ?            |
| Universidad San Martín | Lima            | Orlando Lavalle        | Miguel Grau             | 17 000    | Umbro     | U. S. M. P.             |
| UTC                    | Cajamarca       | Franco Navarro         | Héroes de San Ramón     | 18 000    | Real      | Mi tierra es Cajamarca. |
| Universitario          | Lima            | Pedro Troglio          | Monumental              | 80 093    | Umbro     | Anypsa                  |

1. ↑  UTC: Mi tierra es Cajamarca no es una marca comercial ni una empresa, sino un eslogan adoptado por el club UTC para está temporada.[7]

### Cambios de entrenadores
A continuación se muestra los cambios de entrenadores durante la temporada.
| Equipo           | Entrenador saliente | Jornada | Posición | Fecha       | Entrenador entrante | Jornada | Fecha       |
| ---------------- | ------------------- | ------- | -------- | ----------- | ------------------- | ------- | ----------- |
| Real Garcilaso   | Gustavo Coronel     | 1 – 2   | 14       | 4 de junio  | Marcelo Grioni      | 3       | 8 de junio  |
| Sporting Cristal | José del Solar      | 1 – 6   | 12       | 26 de junio | Pablo Zegarra (i)   | 7       | 27 de junio |
| Alianza Atlético | Miguel Miranda      | 1 – 7   | 16       | 2 de julio  | Jorge Arteaga (i)   | 8       | 3 de julio  |

### Jugadores extranjeros
Cada equipo podrá incluir dentro de su lista de jugadores un máximo de cuatro extranjeros; de los cuales solo podrán actuar de manera simultánea tres.
| Equipo                 | Jugador 1         | Jugador 2           | Jugador 3          | Jugador 4            | Jugador 5         |
| ---------------------- | ----------------- | ------------------- | ------------------ | -------------------- | ----------------- |
| Academia Cantolao      | Federico Nicosia  | Jefferson Collazos  | Leandro Martín     |                      |                   |
| Alianza Atlético       | Jonathan Palacios | Matías Giammalva    | Víctor Zapata      |                      |                   |
| Alianza Lima           | Germán Pacheco    | Gonzalo Godoy       | Lionard Pajoy      | Luis Aguiar          |                   |
| Ayacucho               | Fabián González   | Marcos Pirchio      | Mario Villasanti   | Sixto Ramírez        |                   |
| Comerciantes Unidos    | Augusto Seimandi  | Jefferson Viveros   | Jeremías Bogado    | Luis Copete          | William Palacio   |
| Deportivo Municipal    | Danny Santoya     | Freddy Álvarez      | Luis Calderón      | Masakatsu Sawa       | Sergio Moreno     |
| Juan Aurich            | Daniel Jara       | Enzo Borges         | Marcelo Pappano    | Mauricio Mazzetti    | Ricardo Buitrago  |
| Melgar                 | Dahwling Leudo    | Emanuel Herrera     | Jean Barrientos    | Omar Fernández       |                   |
| Real Garcilaso         | Alfredo Ramúa     | Carlos Neumann      | Danilo Carando     | Lampros Kontogiannis |                   |
| Sport Huancayo         | Blas López        | Giovanny Martínez   | Gustavo Villamayor |                      |                   |
| Sporting Cristal       | Christian Ortiz   | Diego Ifrán         | Gabriel Costa      | Mauricio Viana       | Rolando Blackburn |
| Sport Rosario          | Carlos Beltrán    | José Miguel Andrade | Luis Perea         | Pablo Lavandeira     |                   |
| Unión Comercio         | Armando Wila      | Cristian Bogado     | Erik Mendes        | Matías Jaime         | Matías Mirabaje   |
| Universidad San Martín | Alexis Domínguez  | Jairo Vélez         | Ramiro Cáseres     | Ramiro Ríos          |                   |
| UTC                    | Donald Millán     | Gonzalo Baglivo     | Jonathan Segura    | Maximiliano Callorda |                   |
| Universitario          | Alberto Quintero  | Arquímedes Figuera  | Diego Guastavino   | Diego Manicero       | Luis Tejada       |

### Distribución geográfica

#### Equipos por región
| Región             | Número | Equipos                 |
| ------------------ | ------ | ----------------------- |
| Lima Metropolitana | 5      | Alianza Lima            |
| Lima Metropolitana | 5      | Deportivo Municipal     |
| Lima Metropolitana | 5      | Sporting Cristal        |
| Lima Metropolitana | 5      | U. San Martín de Porres |
| Lima Metropolitana | 5      | Universitario           |
| Cajamarca          | 2      | Comerciantes Unidos     |
| Cajamarca          | 2      | UTC                     |
| Callao             | 1      | Academia Cantolao       |
| Ancash             | 1      | Sport Rosario           |
| Arequipa           | 1      | Melgar                  |
| Ayacucho           | 1      | Ayacucho                |
| Cusco              | 1      | Real Garcilaso          |
| Junín              | 1      | Sport Huancayo          |
| Lambayeque         | 1      | Juan Aurich             |
| Piura              | 1      | Alianza Atlético        |
| San Martín         | 1      | Unión Comercio          |

## Tabla de posiciones
Para el cálculo de la tabla de posiciones se asignarán tres puntos por cada victoria, uno por cada empate y cero en caso de derrota. La posición en la tabla dependerá de la cantidad de puntos obtenidos, la diferencia entre los goles anotados y los goles recibidos, la cantidad de goles anotados y la cantidad de goles recibidos.
 Actualizado el 13 de agosto de 2017.
| Pos. | Equipo                 | PJ | PG | PE | PP | GF | GC | DG  | Pts. | Clasificado a                                       |
| ---- | ---------------------- | -- | -- | -- | -- | -- | -- | --- | ---- | --------------------------------------------------- |
| 1    | Alianza Lima           | 15 | 9  | 3  | 3  | 25 | 11 | +14 | 30   | Final y fase de grupos de la Copa Libertadores 2018 |
| 2    | Real Garcilaso         | 15 | 9  | 3  | 3  | 25 | 16 | +9  | 30   |                                                     |
| 3    | UTC                    | 15 | 8  | 3  | 4  | 17 | 9  | +8  | 27   |                                                     |
| 4    | Sport Huancayo         | 15 | 7  | 5  | 3  | 23 | 16 | +7  | 26   |                                                     |
| 5    | Universitario          | 15 | 7  | 5  | 3  | 20 | 14 | +6  | 26   |                                                     |
| 6    | Deportivo Municipal    | 15 | 6  | 5  | 4  | 17 | 13 | +4  | 23   |                                                     |
| 7    | Sporting Cristal       | 15 | 6  | 5  | 4  | 22 | 20 | +2  | 23   |                                                     |
| 8    | Sport Rosario          | 15 | 5  | 6  | 4  | 16 | 18 | -2  | 21   |                                                     |
| 9    | Melgar                 | 15 | 5  | 4  | 6  | 19 | 18 | +1  | 19   |                                                     |
| 10   | Universidad San Martín | 15 | 5  | 4  | 6  | 25 | 26 | -1  | 19   |                                                     |
| 11   | Comerciantes Unidos    | 15 | 4  | 5  | 6  | 18 | 21 | -3  | 17   |                                                     |
| 12   | Unión Comercio         | 15 | 4  | 3  | 8  | 21 | 21 | 0   | 15   |                                                     |
| 13   | Ayacucho FC            | 15 | 4  | 3  | 8  | 15 | 26 | -11 | 15   |                                                     |
| 14   | Alianza Atlético       | 15 | 3  | 3  | 8  | 12 | 20 | -8  | 12   |                                                     |
| 15   | Academia Cantolao      | 15 | 2  | 5  | 8  | 12 | 20 | -8  | 11   |                                                     |
| 16   | Juan Aurich            | 15 | 1  | 8  | 6  | 13 | 25 | -12 | 11   |                                                     |

### Evolución de las clasificaciones
En esta sección se muestra la posición ocupada por cada uno de los dieciséis equipos al término de cada jornada. Los colores son los mismos utilizados en la tabla de posiciones y hacen referencia a la clasificación en una determina jornada.
| Jornada                | 1  | 2  | 3  | 4  | 5  | 6  | 7  | 8  | 9  | 10 | 11 | 12 | 13 | 14 | 15 |
| Equipo                 |    |    |    |    |    |    |    |    |    |    |    |    |    |    |    |
| ---------------------- | -- | -- | -- | -- | -- | -- | -- | -- | -- | -- | -- | -- | -- | -- | -- |
| Alianza Lima           | 4  | 2  | 3  | 1  | 3  | 2  | 5  | 3  | 1  | 1  | 2  | 1  | 1  | 1  | 1  |
| Universidad Técnica    | 1  | 1  | 1  | 2  | 1  | 3  | 1  | 4  | 2  | 4  | 4  | 2  | 2  | 3  | 2  |
| Sport Huancayo         | 13 | 10 | 8  | 3  | 8  | 7  | 4  | 1  | 3  | 3  | 3  | 4  | 5  | 4  | 3  |
| Universitario          | 6  | 9  | 11 | 12 | 10 | 11 | 10 | 8  | 6  | 7  | 6  | 5  | 3  | 5  | 4  |
| Real Garcilaso         | 14 | 12 | 15 | 8  | 6  | 6  | 3  | 2  | 4  | 2  | 1  | 3  | 4  | 2  | 5  |
| Deportivo Municipal    | 12 | 15 | 12 | 6  | 5  | 4  | 6  | 7  | 5  | 6  | 5  | 6  | 7  | 7  | 6  |
| Sporting Cristal       | 3  | 7  | 4  | 7  | 9  | 12 | 11 | 11 | 9  | 8  | 7  | 7  | 6  | 6  | 7  |
| Sport Rosario          | 8  | 11 | 9  | 13 | 13 | 15 | 12 | 9  | 10 | 11 | 12 | 10 | 9  | 8  | 8  |
| Melgar                 | 9  | 14 | 13 | 15 | 11 | 8  | 9  | 6  | 8  | 5  | 8  | 8  | 8  | 9  | 9  |
| Universidad San Martín | 5  | 4  | 7  | 11 | 15 | 10 | 13 | 14 | 12 | 10 | 10 | 11 | 11 | 10 | 10 |
| Comerciantes Unidos    | 15 | 6  | 6  | 4  | 2  | 1  | 2  | 5  | 7  | 9  | 9  | 9  | 10 | 11 | 11 |
| Unión Comercio         | 11 | 5  | 5  | 10 | 4  | 9  | 7  | 10 | 11 | 13 | 11 | 13 | 12 | 13 | 12 |
| Alianza Atlético       | 10 | 16 | 16 | 14 | 14 | 14 | 15 | 13 | 14 | 14 | 13 | 14 | 14 | 14 | 13 |
| Ayacucho               | 2  | 3  | 2  | 5  | 7  | 5  | 8  | 12 | 13 | 12 | 14 | 12 | 13 | 12 | 14 |
| Juan Aurich            | 16 | 13 | 10 | 9  | 12 | 13 | 14 | 15 | 15 | 15 | 15 | 15 | 15 | 15 | 15 |
| Academia Cantolao      | 7  | 8  | 14 | 16 | 16 | 16 | 16 | 16 | 16 | 16 | 16 | 16 | 16 | 16 | 16 |

### Resultados
En las siguientes tablas se muestran los resultados a gran escala entre los participantes. Un recuadro de color rojo simboliza la victoria del equipo visitante —en la parte superior—, uno verde, la victoria del local —en la parte izquierda— y uno amarillo, un empate.
|                        | ACA | AAS | ALI | AYA | COU | MUN | AUR | MEL | RGA | HUA | SRO | CRI | UCO | USM | UTC | UNI |
| ---------------------- | --- | --- | --- | --- | --- | --- | --- | --- | --- | --- | --- | --- | --- | --- | --- | --- |
| Academia Cantolao      |     | 2–1 |     |     | 0–1 | 0–2 |     | 0–0 | 2–3 |     |     | 1–1 | 2–0 |     | 0–0 |     |
| Alianza Atlético       |     |     | 1–0 |     |     |     | 1–1 | 1–0 |     | 1–3 |     | 2–3 | 1–3 | 0–2 | 0–0 |     |
| Alianza Lima           | 1–1 |     |     | 4–0 |     |     | 2–0 |     | 2–0 | 3–3 | 4–1 |     |     | 3–2 |     |     |
| Ayacucho               | 0–0 | 1–0 |     |     | 5–3 |     | 3–1 | 1–2 | 2–1 | 1–1 | 0–1 |     |     |     |     |     |
| Comerciantes Unidos    |     | 0–2 | 0–0 |     |     | 0–0 |     |     |     |     |     | 4–2 | 2–0 | 1–2 | 1–0 |     |
| Deportivo Municipal    |     | 3–1 | 0–2 | 2–0 |     |     |     |     |     | 2–1 |     |     | 1–0 | 1–0 | 0–1 |     |
| Juan Aurich            | 1–0 |     |     |     | 2–2 | 1–1 |     | 2–2 | 3–0 |     | 1–1 |     |     |     |     | 1–1 |
| Melgar                 |     |     | 1–0 |     | 1–1 | 1–1 |     |     |     |     |     | 4–1 | 2–1 | 2–3 | 2–0 |     |
| Real Garcilaso         |     | 0–3 |     |     | 2–1 | 2–1 |     | 1–0 |     |     |     | 1–0 | 2–1 |     | 2–1 |     |
| Sport Huancayo         | 2–0 |     |     |     | 3–1 |     | 3–0 | 2–0 | 1–1 |     | 2–0 |     |     |     |     | 1–0 |
| Sport Rosario          | 3–1 | 1–0 |     |     | 1–1 | 1–0 |     | 2–1 | 1–1 |     |     | 1–3 |     |     |     | 0–0 |
| Sporting Cristal       |     |     | 0–1 | 2–0 |     | 2–2 | 0–0 |     |     | 2–0 |     |     |     | 2–1 | 1–0 | 1–1 |
| Unión Comercio         |     |     | 0–1 | 3–1 |     |     | 2–2 |     |     | 4–0 | 1–1 | 2–2 |     | 3–1 |     | 1–2 |
| Universidad San Martín | 3–2 |     |     | 1–1 |     |     | 4–1 |     | 2–2 | 0–0 | 1–1 |     |     |     |     | 2–4 |
| Universidad Técnica    |     |     | 1–0 | 3–0 |     |     | 3–0 |     |     | 1–1 | 2–1 |     | 1–0 | 3–1 |     | 1–0 |
| Universitario          | 2–1 | 1–1 | 1–2 | 2–0 | 1–0 | 1–1 |     | 2–1 | 2–1 |     |     |     |     |     |     |     |

### Partidos
| Fecha 1           | Fecha 1   | Fecha 1                | Fecha 1              | Fecha 1    | Fecha 1 | Fecha 1          |
| Local             | Resultado | Visita                 | Estadio              | Fecha      | Hora    | TV               |
| ----------------- | --------- | ---------------------- | -------------------- | ---------- | ------- | ---------------- |
| UTC               | 3 – 0     | Juan Aurich            | Héroes de San Ramón  | 26 de mayo | 15:30   | Gol Perú         |
| Ayacucho          | 5 – 3     | Comerciantes Unidos    | Ciudad de Cumaná     | 27 de mayo | 12:30   | Gol Perú         |
| Sporting Cristal  | 2 – 0     | Sport Huancayo         | Alberto Gallardo     | 27 de mayo | 15:00   | Gol Perú, Latina |
| Sport Rosario     | 1 – 0     | Deportivo Municipal    | Rosas Pampa          | 27 de mayo | 17:45   | Gol Perú         |
| Academia Cantolao | 2 – 1     | Alianza Atlético       | Miguel Grau          | 27 de mayo | 20:00   | Gol Perú         |
| Melgar            | 2 – 3     | Universidad San Martín | Monumental UNSA      | 28 de mayo | 11:15   | Gol Perú         |
| Unión Comercio    | 1 – 2     | Universitario          | IPD Nueva Cajamarca  | 28 de mayo | 13:30   | Gol Perú         |
| Alianza Lima      | 2 – 0     | Real Garcilaso         | Alejandro Villanueva | 28 de mayo | 16:00   | Gol Perú, Latina |

| Fecha 2                | Fecha 2   | Fecha 2           | Fecha 2                | Fecha 2    | Fecha 2 | Fecha 2          |
| Local                  | Resultado | Visita            | Estadio                | Fecha      | Hora    | TV               |
| ---------------------- | --------- | ----------------- | ---------------------- | ---------- | ------- | ---------------- |
| Sport Huancayo         | 2 – 0     | Sport Rosario     | Huancayo               | 2 de junio | 13:15   | Gol Perú         |
| Universidad San Martín | 1 – 1     | Ayacucho          | Miguel Grau            | 2 de junio | 15:30   | Gol Perú         |
| Alianza Atlético       | 1 – 3     | Unión Comercio    | Melanio Coloma         | 3 de junio | 12:30   | Gol Perú         |
| Deportivo Municipal    | 0 – 1     | UTC               | Iván Elías Moreno      | 3 de junio | 15:00   | Gol Perú         |
| Universitario          | 1 – 2     | Alianza Lima      | Monumental             | 3 de junio | 20:00   | Gol Perú         |
| Juan Aurich            | 1 – 0     | Academia Cantolao | Carlos A. Olivares     | 4 de junio | 11:00   | Gol Perú         |
| Real Garcilaso         | 1 – 0     | Melgar            | Garcilaso de la Vega   | 4 de junio | 13:15   | Gol Perú         |
| Comerciantes Unidos    | 4 – 2     | Sporting Cristal  | Juan Maldonado Gamarra | 4 de junio | 15:30   | Gol Perú, Latina |

| Fecha 3           | Fecha 3   | Fecha 3                | Fecha 3              | Fecha 3     | Fecha 3 | Fecha 3          |
| Local             | Resultado | Visita                 | Estadio              | Fecha       | Hora    | TV               |
| ----------------- | --------- | ---------------------- | -------------------- | ----------- | ------- | ---------------- |
| UTC               | 1 – 1     | Sport Huancayo         | Héroes de San Ramón  | 9 de junio  | 15:30   | –                |
| Ayacucho          | 2 – 1     | Real Garcilaso         | Ciudad de Cumaná     | 10 de junio | 12:30   | Gol Perú         |
| Sporting Cristal  | 2 – 1     | Universidad San Martín | Alberto Gallardo     | 10 de junio | 15:00   | Gol Perú, Latina |
| Sport Rosario     | 1 – 1     | Comerciantes Unidos    | Rosas Pampa          | 10 de junio | 17:45   | Gol Perú         |
| Academia Cantolao | 0 – 2     | Deportivo Municipal    | Miguel Grau          | 10 de junio | 20:00   | Gol Perú         |
| Unión Comercio    | 2 – 2     | Juan Aurich            | IPD Nueva Cajamarca  | 11 de junio | 11:00   | Gol Perú         |
| Melgar            | 1 – 0     | Alianza Lima           | Garcilaso de la Vega | 11 de junio | 15:00   | Gol Perú, Latina |
| Universitario     | 1 – 1     | Alianza Atlético       | Monumental           | 21 de junio | 19:00   | Gol Perú         |

| Fecha 4                | Fecha 4   | Fecha 4           | Fecha 4                | Fecha 4     | Fecha 4 | Fecha 4  |
| Local                  | Resultado | Visita            | Estadio                | Fecha       | Hora    | TV       |
| ---------------------- | --------- | ----------------- | ---------------------- | ----------- | ------- | -------- |
| Sport Huancayo         | 2 – 0     | Academia Cantolao | Huancayo               | 13 de junio | 11:00   | Gol Perú |
| Real Garcilaso         | 1 – 0     | Sporting Cristal  | Garcilaso de la Vega   | 13 de junio | 13:15   | Gol Perú |
| Juan Aurich            | 1 – 1     | Universitario     | Carlos A. Olivares     | 14 de junio | 13:15   | Gol Perú |
| Deportivo Municipal    | 1 – 0     | Unión Comercio    | Iván Elías Moreno      | 14 de junio | 15:30   | Gol Perú |
| Alianza Lima           | 4 – 0     | Ayacucho          | Alejandro Villanueva   | 14 de junio | 19:00   | Gol Perú |
| Alianza Atlético       | 1 – 0     | Melgar            | Melanio Coloma         | 15 de junio | 13:15   | Gol Perú |
| Comerciantes Unidos    | 1 – 0     | UTC               | Juan Maldonado Gamarra | 15 de junio | 15:30   | Gol Perú |
| Universidad San Martín | 1 – 1     | Sport Rosario     | Miguel Grau            | 28 de junio | 15:30   | Gol Perú |

| Fecha 5           | Fecha 5   | Fecha 5                | Fecha 5             | Fecha 5     | Fecha 5 | Fecha 5          |
| Local             | Resultado | Visita                 | Estadio             | Fecha       | Hora    | TV               |
| ----------------- | --------- | ---------------------- | ------------------- | ----------- | ------- | ---------------- |
| Unión Comercio    | 4 – 0     | Sport Huancayo         | IPD Nueva Cajamarca | 17 de junio | 12:30   | Gol Perú         |
| Sport Rosario     | 1 – 1     | Real Garcilaso         | Rosas Pampa         | 17 de junio | 15:00   | Gol Perú         |
| Universitario     | 1 – 1     | Deportivo Municipal    | Monumental          | 17 de junio | 20:00   | Gol Perú         |
| Ayacucho          | 1 – 2     | Melgar                 | Ciudad de Cumaná    | 18 de junio | 11:00   | Gol Perú         |
| Alianza Atlético  | 1 – 1     | Juan Aurich            | Melanio Coloma      | 18 de junio | 13:00   | Gol Perú         |
| Academia Cantolao | 0 – 1     | Comerciantes Unidos    | Miguel Grau         | 19 de junio | 13:15   | Gol Perú         |
| UTC               | 3 – 1     | Universidad San Martín | Héroes de San Ramón | 19 de junio | 15:30   | Gol Perú         |
| Sporting Cristal  | 0 – 1     | Alianza Lima           | Nacional            | 19 de julio | 19:00   | Gol Perú, Latina |

| Fecha 6                | Fecha 6   | Fecha 6           | Fecha 6                | Fecha 6     | Fecha 6 | Fecha 6          |
| Local                  | Resultado | Visita            | Estadio                | Fecha       | Hora    | TV               |
| ---------------------- | --------- | ----------------- | ---------------------- | ----------- | ------- | ---------------- |
| Universidad San Martín | 3 – 2     | Academia Cantolao | Miguel Grau            | 23 de junio | 15:30   | Gol Perú         |
| Ayacucho               | 3 - 1     | Juan Aurich       | Ciudad de Cumaná       | 24 de junio | 12:30   | Gol Perú         |
| Deportivo Municipal    | 3 - 1     | Alianza Atlético  | Iván Elías Moreno      | 24 de junio | 15:00   | Gol Perú, Latina |
| Melgar                 | 4 - 1     | Sporting Cristal  | Monumental UNSA        | 24 de junio | 20:00   | Gol Perú         |
| Real Garcilaso         | 2 - 1     | UTC               | Garcilaso de la Vega   | 25 de junio | 11:00   | Gol Perú         |
| Sport Huancayo         | 1 - 0     | Universitario     | Huancayo               | 25 de junio | 13:30   | Gol Perú         |
| Alianza Lima           | 4 - 1     | Sport Rosario     | Alejandro Villanueva   | 25 de junio | 16:00   | Gol Perú, Latina |
| Comerciantes Unidos    | 2 – 0     | Unión Comercio    | Juan Maldonado Gamarra | 26 de junio | 15:30   | Gol Perú         |

| Fecha 7           | Fecha 7   | Fecha 7                | Fecha 7             | Fecha 7     | Fecha 7 | Fecha 7          |
| Local             | Resultado | Visita                 | Estadio             | Fecha       | Hora    | TV               |
| ----------------- | --------- | ---------------------- | ------------------- | ----------- | ------- | ---------------- |
| Academia Cantolao | 2 – 3     | Real Garcilaso         | Miguel Grau         | 30 de junio | 19:00   | Gol Perú         |
| Unión Comercio    | 3 - 1     | Universidad San Martín | IPD Nueva Cajamarca | 1 de julio  | 12:30   | Gol Perú         |
| Juan Aurich       | 1 - 1     | Deportivo Municipal    | Carlos A. Olivares  | 1 de julio  | 15:00   | Gol Perú, Latina |
| Sport Rosario     | 2 - 1     | Melgar                 | Rosas Pampa         | 1 de julio  | 17:45   | Gol Perú         |
| Universitario     | 1 - 0     | Comerciantes Unidos    | Monumental          | 1 de julio  | 20:00   | Gol Perú         |
| Sporting Cristal  | 2 – 0     | Ayacucho               | Alberto Gallardo    | 2 de julio  | 11:00   | Gol Perú         |
| Alianza Atlético  | 1 – 3     | Sport Huancayo         | Melanio Coloma      | 2 de julio  | 13:00   | Gol Perú         |
| UTC               | 1 – 0     | Alianza Lima           | Héroes de San Ramón | 2 de julio  | 15:30   | Gol Perú, Latina |

| Fecha 8                | Fecha 8   | Fecha 8             | Fecha 8                | Fecha 8    | Fecha 8 | Fecha 8  |
| Local                  | Resultado | Visita              | Estadio                | Fecha      | Hora    | TV       |
| ---------------------- | --------- | ------------------- | ---------------------- | ---------- | ------- | -------- |
| Real Garcilaso         | 2 – 1     | Unión Comercio      | Garcilaso de la Vega   | 4 de julio | 15:30   | Gol Perú |
| Universidad San Martín | 2 – 4     | Universitario       | Miguel Grau            | 4 de julio | 20:00   | Gol Perú |
| Sport Huancayo         | 3 - 0     | Juan Aurich         | Huancayo               | 5 de julio | 11:00   | Gol Perú |
| Melgar                 | 2 - 0     | UTC                 | Monumental UNSA        | 5 de julio | 13:15   | Gol Perú |
| Comerciantes Unidos    | 0 - 2     | Alianza Atlético    | Juan Maldonado Gamarra | 5 de julio | 15:30   | –        |
| Sporting Cristal       | 2 - 2     | Deportivo Municipal | Alberto Gallardo       | 5 de julio | 15:30   | Gol Perú |
| Alianza Lima           | 1 – 1     | Academia Cantolao   | Alejandro Villanueva   | 5 de julio | 20:00   | Gol Perú |
| Ayacucho               | 0 – 1     | Sport Rosario       | Ciudad de Cumaná       | 6 de julio | 13:15   | Gol Perú |

| Fecha 9             | Fecha 9   | Fecha 9                | Fecha 9             | Fecha 9     | Fecha 9 | Fecha 9          |
| Local               | Resultado | Visita                 | Estadio             | Fecha       | Hora    | TV               |
| ------------------- | --------- | ---------------------- | ------------------- | ----------- | ------- | ---------------- |
| Alianza Atlético    | 0 – 2     | Universidad San Martín | Melanio Coloma      | 8 de julio  | 12:30   | Gol Perú         |
| Deportivo Municipal | 2 – 1     | Sport Huancayo         | Iván Elías Moreno   | 8 de julio  | 15:00   | Gol Perú, Latina |
| Academia Cantolao   | 0 – 0     | Melgar                 | Miguel Grau         | 8 de julio  | 20:00   | Gol Perú         |
| Juan Aurich         | 2 – 2     | Comerciantes Unidos    | Carlos A. Olivares  | 9 de julio  | 11:15   | Gol Perú         |
| Unión Comercio      | 0 – 1     | Alianza Lima           | IPD Nueva Cajamarca | 9 de julio  | 13:30   | Gol Perú         |
| Universitario       | 2 – 1     | Real Garcilaso         | Monumental          | 9 de julio  | 16:00   | Gol Perú, Latina |
| Sport Rosario       | 1 – 3     | Sporting Cristal       | Rosas Pampa         | 9 de julio  | 18:15   | Gol Perú         |
| UTC                 | 3 – 0     | Ayacucho               | Héroes de San Ramón | 10 de julio | 15:30   | Gol Perú         |

| Fecha 10               | Fecha 10  | Fecha 10            | Fecha 10               | Fecha 10    | Fecha 10 | Fecha 10         |
| Local                  | Resultado | Visita              | Estadio                | Fecha       | Hora     | TV               |
| ---------------------- | --------- | ------------------- | ---------------------- | ----------- | -------- | ---------------- |
| Real Garcilaso         | 2 – 1     | Alianza Atlético    | Garcilaso de la Vega   | 14 de julio | 13:15    | Gol Perú         |
| Universidad San Martín | 4 – 1     | Juan Aurich         | Miguel Grau            | 14 de julio | 15:30    | Gol Perú         |
| Ayacucho               | 0 – 0     | Academia Cantolao   | Ciudad de Cumaná       | 15 de julio | 12:30    | Gol Perú         |
| Comerciantes Unidos    | 0 – 0     | Deportivo Municipal | Juan Maldonado Gamarra | 15 de julio | 15:00    | Gol Perú, Latina |
| Sport Rosario          | 0 – 0     | Universitario       | Rosas Pampa            | 15 de julio | 20:00    | Gol Perú         |
| Sporting Cristal       | 1 – 0     | UTC                 | Alberto Gallardo       | 16 de julio | 11:00    | Gol Perú         |
| Melgar                 | 2 – 1     | Unión Comercio      | Monumental UNSA        | 16 de julio | 13:15    | Gol Perú         |
| Alianza Lima           | 3 – 3     | Sport Huancayo      | Alejandro Villanueva   | 16 de julio | 15:30    | Gol Perú, Latina |

| Fecha 11            | Fecha 11  | Fecha 11               | Fecha 11            | Fecha 11    | Fecha 11 | Fecha 11         |
| Local               | Resultado | Visita                 | Estadio             | Fecha       | Hora     | TV               |
| ------------------- | --------- | ---------------------- | ------------------- | ----------- | -------- | ---------------- |
| Sport Huancayo      | 3 – 1     | Comerciantes Unidos    | Huancayo            | 21 de julio | 13:15    | Gol Perú         |
| UTC                 | 2 – 1     | Sport Rosario          | Héroes de San Ramón | 21 de julio | 15:30    | Gol Perú         |
| Unión Comercio      | 3 – 1     | Ayacucho               | IPD Nueva Cajamarca | 22 de julio | 12:30    | Gol Perú         |
| Deportivo Municipal | 1 – 0     | Universidad San Martín | Iván Elías Moreno   | 22 de julio | 15:00    | Gol Perú, Latina |
| Academia Cantolao   | 1 – 1     | Sporting Cristal       | Miguel Grau         | 22 de julio | 20:00    | Gol Perú         |
| Juan Aurich         | 3 – 0     | Real Garcilaso         | Carlos A. Olivares  | 23 de julio | 11:00    | Gol Perú         |
| Alianza Atlético    | 1 – 0     | Alianza Lima           | Melanio Coloma      | 23 de julio | 13:15    | Gol Perú         |
| Universitario       | 2 – 1     | Melgar                 | Monumental          | 23 de julio | 15:30    | Gol Perú, Latina |

| Fecha 12               | Fecha 12  | Fecha 12            | Fecha 12             | Fecha 12    | Fecha 12 | Fecha 12         |
| Local                  | Resultado | Visita              | Estadio              | Fecha       | Hora     | TV               |
| ---------------------- | --------- | ------------------- | -------------------- | ----------- | -------- | ---------------- |
| UTC                    | 1 – 0     | Unión Comercio      | Héroes de San Ramón  | 25 de julio | 15:30    | Gol Perú         |
| Ayacucho               | 1 – 0     | Alianza Atlético    | Ciudad de Cumaná     | 26 de julio | 13:15    | Gol Perú         |
| Melgar                 | 1 – 1     | Comerciantes Unidos | Mariano Melgar       | 26 de julio | 15:30    | Gol Perú         |
| Sport Rosario          | 3 – 1     | Academia Cantolao   | Rosas Pampa          | 26 de julio | 17:45    | Gol Perú         |
| Sporting Cristal       | 1 – 1     | Universitario       | Nacional             | 26 de julio | 20:00    | Gol Perú, Latina |
| Universidad San Martín | 0 – 0     | Sport Huancayo      | Miguel Grau          | 27 de julio | 15:30    | Gol Perú         |
| Alianza Lima           | 2 – 0     | Juan Aurich         | Alejandro Villanueva | 27 de julio | 20:00    | Gol Perú         |
| Real Garcilaso         | 2 – 1     | Deportivo Municipal | Túpac Amaru          | 9 de agosto | 13:15    | Gol Perú         |

| Fecha 13            | Fecha 13  | Fecha 13               | Fecha 13               | Fecha 13    | Fecha 13 | Fecha 13         |
| Local               | Resultado | Visita                 | Estadio                | Fecha       | Hora     | TV               |
| ------------------- | --------- | ---------------------- | ---------------------- | ----------- | -------- | ---------------- |
| Unión Comercio      | 1 – 1     | Sport Rosario          | IPD Nueva Cajamarca    | 29 de julio | 12:30    | Gol Perú         |
| Alianza Atlético    | 2 – 3     | Sporting Cristal       | Melanio Coloma         | 29 de julio | 15:00    | Gol Perú, Latina |
| Academia Cantolao   | 0 – 0     | UTC                    | Miguel Grau            | 29 de julio | 17:45    | Gol Perú         |
| Universitario       | 2 – 0     | Ayacucho               | Monumental             | 29 de julio | 20:00    | Gol Perú         |
| Juan Aurich         | 2 – 2     | Melgar                 | Carlos A. Olivares     | 30 de julio | 11:00    | Gol Perú         |
| Sport Huancayo      | 1 – 1     | Real Garcilaso         | Huancayo               | 30 de julio | 13:15    | Gol Perú         |
| Deportivo Municipal | 0 – 2     | Alianza Lima           | Nacional               | 30 de julio | 15:30    | Gol Perú, Latina |
| Comerciantes Unidos | 1 – 2     | Universidad San Martín | Juan Maldonado Gamarra | 31 de julio | 15:30    | Gol Perú         |

| Fecha 14          | Fecha 14  | Fecha 14               | Fecha 14             | Fecha 14    | Fecha 14 | Fecha 14         |
| Local             | Resultado | Visita                 | Estadio              | Fecha       | Hora     | TV               |
| ----------------- | --------- | ---------------------- | -------------------- | ----------- | -------- | ---------------- |
| Ayacucho          | 1 – 1     | Sport Huancayo         | Ciudad de Cumaná     | 5 de agosto | 12:30    | Gol Perú         |
| Melgar            | 1 – 1     | Deportivo Municipal    | Mariano Melgar       | 5 de agosto | 15:00    | Gol Perú, Latina |
| Academia Cantolao | 2 – 0     | Unión Comercio         | Miguel Grau          | 5 de agosto | 17:45    | Gol Perú         |
| Alianza Lima      | 3 – 2     | Universidad San Martín | Alejandro Villanueva | 5 de agosto | 20:00    | Gol Perú         |
| Sporting Cristal  | 0 – 0     | Juan Aurich            | Alberto Gallardo     | 6 de agosto | 11:00    | Gol Perú         |
| Real Garcilaso    | 2 – 1     | Comerciantes Unidos    | Garcilaso de la Vega | 6 de agosto | 13:15    | Gol Perú         |
| UTC               | 1 – 0     | Universitario          | Héroes de San Ramón  | 6 de agosto | 15:30    | Gol Perú, Latina |
| Sport Rosario     | 1 – 0     | Alianza Atlético       | Rosas Pampa          | 6 de agosto | 18:00    | Gol Perú         |

| Fecha 15               | Fecha 15  | Fecha 15          | Fecha 15               | Fecha 15     | Fecha 15 | Fecha 15          |
| Local                  | Resultado | Visita            | Estadio                | Fecha        | Hora     | TV                |
| ---------------------- | --------- | ----------------- | ---------------------- | ------------ | -------- | ----------------- |
| Juan Aurich            | 1 – 1     | Sport Rosario     | Carlos A. Olivares     | 12 de agosto | 11:00    | –                 |
| Sport Huancayo         | 2 – 0     | Melgar            | Huancayo               | 12 de agosto | 12:30    | Gol Perú          |
| Deportivo Municipal    | 2 – 0     | Ayacucho          | Iván Elías Moreno      | 12 de agosto | 15:00    | Gol Perú          |
| Unión Comercio         | 2 – 2     | Sporting Cristal  | IPD Nueva Cajamarca    | 13 de agosto | 13:00    | Gol Perú          |
| Alianza Atlético       | 0 – 0     | UTC               | Melanio Coloma         | 13 de agosto | 15:30    | Movistar Deportes |
| Comerciantes Unidos    | 0 – 0     | Alianza Lima      | Juan Maldonado Gamarra | 13 de agosto | 15:30    | Gol Perú, Latina  |
| Universidad San Martín | 2 – 2     | Real Garcilaso    | Miguel Grau            | 13 de agosto | 15:30    | Canal 15          |
| Universitario          | 2 – 1     | Academia Cantolao | Miguel Grau            | 13 de agosto | 20:00    | Gol Perú          |

| Alianza Lima Campeón Clasificado a la Final nacional Clasificado a la Fase de Grupos de la Copa Libertadores 2018 |

## Goleadores
A continuación se muestra la tabla de goleadores, de acuerdo al portal web soccerway.
  Actualizado el 13 de agosto de 2017.
| Pos. | Jugador         | Equipo              | Goles | PJ |
| ---- | --------------- | ------------------- | ----- | -- |
| 1    | Irven Ávila     | Sporting Cristal    | 11    | 14 |
| 2    | Emanuel Herrera | Melgar              | 8     | 8  |
| 3    | Cristian Bogado | Sporting Cristal    | 7     | 14 |
| 3    | Willyan Mimbela | Ayacucho            | 7     | 14 |
| 3    | Carlos Preciado | Sport Huancayo      | 7     | 8  |
| 4    | Luis Aguiar     | Alianza Lima        | 6     | 13 |
| 4    | Enzo Borges     | Juan Aurich         | 6     | 15 |
| 4    | Danilo Carando  | Real Garcilaso      | 6     | 14 |
| 4    | Diego Mayora    | Deportivo Municipal | 6     | 11 |

#### Tripletes o más
A continuación se detallan los tripletes (o más) conseguidos durante el torneo, ordenados cronológicamente.
| Fecha       | Jugador         | Goles | Local  | Resultado | Visitante        | Rep. |
| ----------- | --------------- | ----- | ------ | --------- | ---------------- | ---- |
| 24 de junio | Emanuel Herrera | 3     | Melgar | 4 – 1     | Sporting Cristal | Rep. |